# Larissa Oliveira
Pour les articles homonymes, voir Oliveira.
Larissa Oliveira, née le 16 février 1993 à Juiz de Fora, est une nageuse brésilienne spécialiste des épreuves de sprint en nage libre.

## Palmarès

### Championnats du monde

#### En petit bassin
- Championnats du monde 2014 à Doha (Qatar) :
  -  Médaille d'or du relais 4 × 50 m 4 nages mixte.
  -  Médaille de bronze du relais 4 × 50 m nage libre mixte.

### Jeux d'Amérique du Sud
- Jeux d'Amérique du Sud 2014 à Santiago (Chili) :
  -  Médaille d'or du 100 m nage libre
  -  Médaille d'or relais 4 × 100 m nage libre
  -  Médaille d'or relais 4 × 200 m nage libre
  -  Médaille d'or relais 4 × 100 m quatre nages